# Blanding
Blanding ist eine Kleinstadt (mit dem Status „City“) im San Juan County im Südosten des US-amerikanischen Bundesstaates Utah. Das U.S. Census Bureau hat bei der Volkszählung 2020 eine Einwohnerzahl von 3394 ermittelt. Trotz der geringen Einwohnerzahl ist Blanding der größte Ort im County, der Verwaltungssitz Monticello hat nur rund 2000 Bewohner.
Blanding liegt am U.S. Highway 191 auf etwa 1860 m Höhe auf einem in Nord-Süd-Richtung gestreckten Tafelberg zwischen zwei nur zeitweilig Wasser führenden Washs, die nach Süden zum San Juan River verlaufen. Im Norden liegen die Abajo Mountains mit dem Abajo Peak.

## Geschichte
Beim ersten Kontakt mit Weißen war die Region von Navajo-Indianern besiedelt. Ihre Navajo Nation Reservation erstreckt sich heute über den Süden des Countys, reicht aber nicht bis Blanding. Die Ute-Indianer kamen gelegentlich zu Raubzügen von Osten in die Region.
Die ersten Weißen waren Mormonische Pioniere, die von der Kirche Jesu Christi der Heiligen der Letzten Tage (Mormonen) ausgesandt wurden, um die Region zu besiedeln. Über den Hole-in-the-Rock-Trail erreichten erste Mormonen das heutige Bluff im Jahr 1880. Von dort besiedelten sie das rund 70 km nördlich gelegene Monticello. Das dazwischen liegende Gebiet des späteren Blanding wurde als Weideland von Ranchern aus Monticello genutzt.
Erst 1906 siedelten sich die ersten Familien auf dem Tafelberg an und errichteten einen Kanal, um die neue Siedlung names Grayson  mit Wasser aus dem Johnson Creek zu versorgen, der von den Bergen kam und dauerhaft Wasser führt. Zwischen 1912 und 1916 wuchs die Stadt durch den Zuzug von Mormonen, die ursprünglich aus den USA nach Mexiko ausgewandert waren. Sie kamen jetzt zurück, als dort politische Unruhen ausbrachen und suchten neue Siedlungsgebiete in Utah. 1914 nannte sich der Ort in Blanding um.
Die ursprüngliche wirtschaftliche Basis des Ortes war Viehzucht und etwas Ackerbau. Dies erweiterte sich um Forstwirtschaft. Nach dem Zweiten Weltkrieg wurde der Südosten Utahs intensiv nach Lagerstätten von Uran erkundet, dabei fanden sich auch andere Bodenschätze. Blanding wurde zur Bergbausiedlung mit bescheidener Erdöl-Förderung und einer Uran-Mine. Beide wurden in den 1980er Jahren unrentabel, so dass der Ort sich neu ausrichten musste.

## Blanding heute
Die heutige Grundlage von Blanding ist der Tourismus. Dazu trägt vor allem die Lage der Stadt bei. Blanding liegt am östlichen Ende des Utah State Highway 95, der eine der attraktivsten Straßen durch die Rote-Sandstein-Region Utahs und in voller Länge als National Scenic Byway ausgewiesen ist. Außerdem bildet der U.S. Highway 191 durch Blanding die Verbindung zwischen dem Grand-Canyon-Nationalpark und den Canyonlands- und Arches-Nationalparks bei Moab, so dass eine große Zahl Touristen Blanding durchqueren.
Die Abajo Mountains nördlich der Stadt sind Teil des Manti La Sal National Forests und bieten viele Erholungsmöglichkeiten in der Natur, wie Wandern, Angeln und die Jagd. In unmittelbarer Nähe liegt der kleine Edge of the Cedars State Park, im weiteren Umfeld befinden sich zwei National Monuments. Hovenweep National Monument besteht aus sechs einzelnen kleinen archäologische Fund- und Gedenkstätten für prähistorische Anasazi-Indianer. Natural Bridges National Monument bewahrt spektakuläre Felsformationen, darunter die namensgebenden natürlichen Steinbögen.

## Demografische Daten
Nach der Volkszählung im Jahr 2010 lebten in Blanding 3375 Menschen in 1013 Haushalten. Die Bevölkerungsdichte betrug 553,3 Einwohner pro Quadratkilometer. In den 1013 Haushalten lebten statistisch je 3,19 Personen.
Ethnisch betrachtet setzte sich die Bevölkerung zusammen aus 66,1 Prozent Weißen, 0,3 Prozent Afroamerikanern, 29,4 Prozent amerikanischen Ureinwohnern, 0,3 Prozent Asiaten, 0,1 Prozent (zwei Personen) Polynesiern sowie 0,5 Prozent aus anderen ethnischen Gruppen; 3,3 Prozent stammten von zwei oder mehr Ethnien ab. Unabhängig von der ethnischen Zugehörigkeit waren 3,8 Prozent der Bevölkerung spanischer oder lateinamerikanischer Abstammung.
35,0 Prozent der Bevölkerung waren unter 18 Jahre alt, 53,8 Prozent waren zwischen 18 und 64 und 11,2 Prozent waren 65 Jahre oder älter. 51,2 Prozent der Bevölkerung war weiblich.

Das mittlere jährliche Einkommen eines Haushalts lag bei 45.286 USD. Das Pro-Kopf-Einkommen betrug 16.906 USD. 23,6 Prozent der Einwohner lebten unterhalb der Armutsgrenze.

## Persönlichkeiten
- Buu Nygren (* 1986), der 10. Präsident der Navajo Nation

## Trivia
Eine Szene des Road-Movies Fluchtpunkt San Francisco von 1971 spielt in der Nähe von Blanding.